# Kuventhal

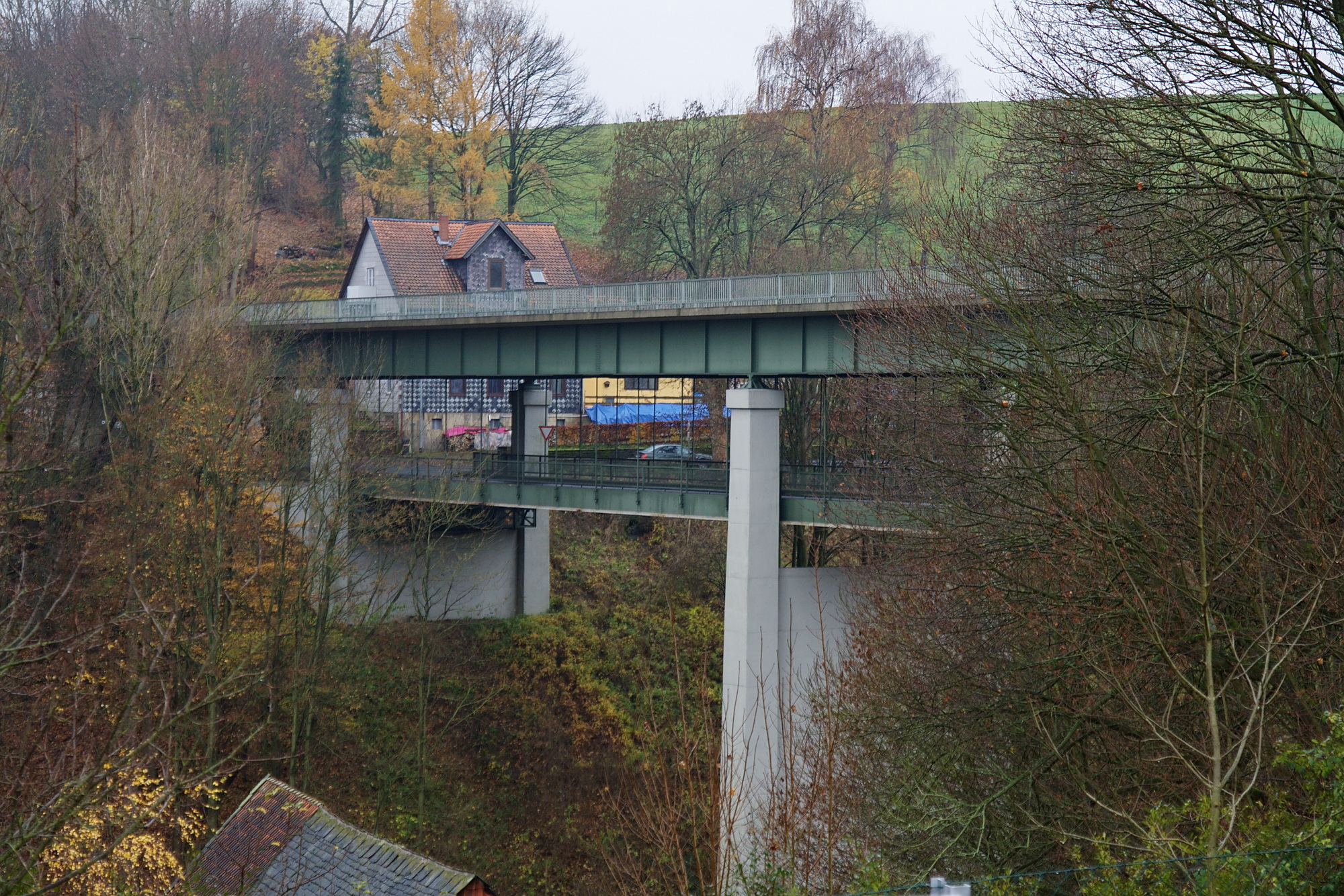
Zweietagenbrücke

Kuventhal ist eine Ortschaft der Stadt Einbeck im südniedersächsischen Landkreis Northeim.

## Geografie
Das Dorf Kuventhal befindet sich im nördlichen Teil der Stadt Einbeck. Es liegt direkt an der Bundesstraße 3 und am Höhenzug Hube.

## Geschichte
Erste urkundliche Erwähnung findet Kuventhal im Jahr 1257 als Cuvendal, später Cuvendalle, Kuvendal, Kubendall und Kuvendalle. Im 16. Jahrhundert unterstand der Ort dem Fürstentum Grubenhagen unter der Hoheit Philipp II. Er selbst vermachte höchstwahrscheinlich Kuventhal 1560 seiner Frau Clara von Braunschweig-Wolfenbüttel als Wittum. Zum Ende des 16. Jahrhunderts treten die Herren von Berckefeldt auf, welche das Dorf als Pfandlehen besaßen und die Gerichtsbarkeit über Kuventhal bis in das Jahr 1852 ausübten. Während des Dreißigjährigen Kriegs wurde auch Kuventhal arg in Mitleidenschaft gezogen, vor allem die Kirche erlitt schwere Beschädigungen. Aufgrund ihrer kleinen, beengenden Ausmaße wurden die Kriegsschäden an der Kirche 1665 behoben und zugleich ein Ausbau vorgenommen. Als das Gotteshaus im 19. Jahrhundert wiederum Beschädigungen aufwies, entschloss sich die Gemeinde zu einem Neubau, welcher am Standort der alten Kirche vorgenommen wurde. Am 3. November 1861 konnte sie, unter Anwesenheit der Kapellengemeinden Kuventhals und Andershausens, eingeweiht werden. Noch heute sind auf den alten Kirchenbänken jene Namen zu lesen, die dazu dienten, den Kirchgängern ihre festen Plätze zuzuweisen. Zu Beginn des 19. Jahrhunderts wurde das Dorf in das Königreich Westphalen eingegliedert. Es bildete fortan ein lutheranisches Kirchdorf und war Teil des Kantons Rotenkirchen. Es besaß 1813 253 Einwohner, die in insgesamt 35 Häusern lebten.
Die Zweietagenbrücke, auf der heute die Bundesstraße 3 den Ort überquert, ersetzte im Jahr 1956 die alte Wilhelmsbrücke von 1830, an welche noch heute das Ortswappen erinnert.
Im Zuge der Gebietsreform in Niedersachsen, die am 1. März 1974 stattfand, wurde die zuvor selbständige Gemeinde Kuventhal durch Eingemeindung zur Ortschaft der Stadt Einbeck.
Ortsheimatpfleger ist Willi Hoppe. (Stand: August 2017)
Zusammen mit den Dörfern Andershausen und Holtershausen wird seit 2020 eine gemeinsame Feuerwehr, die Ortsfeuerwehr An der Hube, unterhalten.

## Politik

### Ortsrat
Der Ortsrat, der die Ortschaften Andershausen und Kuventhal gemeinsam vertritt, setzt sich aus fünf Ratsmitgliedern zusammen:
- Wgem. Kuventhal-Andershausen: 3 Sitze
- Unabh. Wgem. Andershausen-Kuventhal: 2 Sitze

(Stand: Kommunalwahl 2021)

### Ortsbürgermeister
Der Ortsbürgermeister ist Walter Watermann (WG). Sein Stellvertreter ist Friedrich Schönhütte (Unabh. WG).

### Wappen
Auf blauem Wappenschild steht auf trogförmigem grünem Schildfuß mit silbernen Wellenbalken eine siebenbogige silberne Brücke.
Das Wappen erinnert an die alte 1830 erbaute Wilhelmsbrücke, die bis 1956 das Tal am Ort überbrückte.

## Kultur und Sehenswürdigkeiten
- Die Bruchsteinkapelle im Mittelpunkt der bäuerlichen Fachwerkhäuser wurde 1861 errichtet

## Sagen
- Sage vom Bauopfer

Einer Sage nach wurde 1829 beim Bau der Kuventhaler Brücke ein kleines Kind lebendig in das Fundament eingemauert. Dort, wo es eingemauert und verhungert ist, forderte es jedoch seine Menschenopfer. So wird erzählt, dass einige Stunden nachdem es eingemauert war, an jener Stelle ein alter Mann vorbeikam, der von einem Balken oder Stein, welcher von der Brücke fiel, getötet wurde. Er selbst war an dem Bau der Brücke beteiligt und stellte damit das erste Opfer dar. Andere Erzählungen berichten allerdings nicht von einem Kinde, sondern erwähnen eine Flasche Wein, die in das Fundament eingemauert wurde.
- Sage vom Kinderbrunnen

Aus einem örtlichen, Kaspaul genannten Brunnen kommen einer den Brunnen als Motiv aufgreifenden Sage nach neugeborene Kinder.
- Sage vom Nachtraben

Einer Sage zufolge gab es im Ort einen Nachtraben. Dieser mythologische Rabe soll aus einem Fuhrmann entstanden sein. Als jugendliche Pferdehirten nachts den Raben bemerkten, rief er ihnen zu, dass er Lebensmittel mitbringe. Die Hirten riefen zurück: „half part“, worauf der Rabe ihnen einen Pferdeschinken in das Lagerfeuer warf.